# Mineralni Bani (huyện)
Mineralni Bani là một huyện thuộc tỉnh Haskovo, Bungaria. Dân số thời điểm năm 2001 là 6838 người.